# Gerald Götting
Gerald Götting (Nietleben, 9 giugno 1923 – Berlino, 19 maggio 2015) è stato un politico tedesco, membro della CDU della Germania Est. È stato Presidente della Camera del Popolo dal 1969 al 1976 e dal 1960 al 1989 Vicepresidente del Consiglio di Stato. Dal 1966 al 1989 è stato presidente dell'Unione Cristiano-Democratica (CDU) fondata nel Partito del Blocco nel 1945.
È morto a Berlino all'età di 91 anni in seguito a una grave malattia. Le sue spoglie sono state tumulate al cimitero di Dorotheenstadt.

## Biografia

### Vita
Götting, figlio di dipendenti commerciali (morti nel 1934), ha frequentato nel 1933-1941 la Scuola Elementare occidentale (Latina) e le Fondazioni Francke a Halle (Saale). Ha terminato la scuola nel 1941 con la maturità. Dalla fine del 1941 ai primi anni del 1942 è stato al servizio del Reichsarbeitsdienst, quindi nel Corpo di segnale della Luftwaffe (con l'ultimo rango di caporale). Ai primi di maggio del 1945, è stato da allora nel Protettorato di Boemia e Moravia, prima della cattura dell'Armata Rossa fuggì e andò a casa. Nel mese di giugno, fu ancora brevemente detenuto in prigionia americana.
Nel mese di gennaio del 1946, Götting aderì al CDU. Nel 1947-1949 ha frequentato senza titolo accademico Filologia, Germanistica e Storia presso l'Università "Martin Lutero" di Halle-Wittenberg. Nel 1949-1966 divenne successore del Segretario generale Georg Dertinger e nel 1989 Presidente della CDU come successore di August Bach.
Götting si è sposato nel 1952 con rito religioso insieme alla giornalista Sabine Richter. Nel 1956 è nata la figlia Katharina e nel 1960 il figlio Gisbert.
Dal 1953 Götting è stato membro non ufficiale della polizia segreta della Germania Est sotto nome in codice di "Gobel" e già dal 1951 per il KGB. Come leader del partito ha tollerato le missioni di spionaggio alla metà degli anni 1970 della base CDU contro gli eventi della chiesa, dei cristiani e dell'opposizione. Tuttavia, egli è stato anche monitorato dalla Stasi.
Gerald Götting è morto dopo una lunga malattia il 19 maggio 2015, è sepolto nel cimitero di Dorotheenstadt a Berlino.